# 이탈리아어
이탈리아어(italiano (도움말·정보)) 또는 이태리어(伊太利語)는 주로 이탈리아에서 약 6천만 명 정도의 인구가 사용하는 로망스어군의 언어이다.
표준 이탈리아어는 토스카나의 방언을 중심으로 하였으며, 이탈리아 남부의 방언과 북부의 갈로로망스 방언의 중간 정도 성격을 지닌다. 토스카나가 그나마 이탈리아 주변국들의 영향을 덜 받아서, 타국 언어의 영향을 적게 받은지라 토스카나 방언이 표준 이탈리아어의 기반이 되었다. 그러나 오랫동안 표준어로 자리잡아왔던 토스카나 말씨는 근래에 와서 이탈리아 경제의 중심이 되는 밀라노 등이 있는 북부 롬바르디아 말씨의 영향에 어느 정도 자리를 내주고 있다.

## 역사
서로마 제국 멸망 이후 속라틴어에서 갈라져 나온 수많은 언어 중 하나로서 중세 말기에 피렌체 등에서 사용되던 토스카나어가 오늘날 이탈리아어의 직접적 조상이다. 14세기 토스카나 출신의 단테 알리기에리의 문학 작품이 언어 교육의 표준으로 여겨지게 되면서 이탈리아어는 이탈리아 통일 이전부터 이탈리아 반도 대부분 국가에서 교육받은 이들이 공식적 상황에서 쓰는 언어로 자리잡았다.
르네상스 시대와 인쇄기 발전 등의 결과로 이탈리아어 문학은 더 확산되었으나 이탈리아는 최근까지 많은 도시 국가들로 나뉘어져 있었으므로 지역마다 다양한 방언이 있었으며 차이도 상당히 컸다. 19세기 초 나폴레옹의 이탈리아 정복으로 촉진된 이탈리아 통일로 이탈리아어는 궁정 언어를 넘어 부르주아 계층 사이에서도 쓰이게 되었다. 1861년 통일 시점에 이탈리아 인구의 2.5%만이 표준 이탈리아어를 구사했다는 추정치가 있으나, 19세기와 20세기에 걸쳐 문해율의 증가와 수반하여 꾸준히 표준 이탈리아어의 사용이 퍼지고 지역 언어들은 쇠퇴했다.

## 사용 지역
이탈리아에는 다양한 방언이 존재하나, 오늘날에는 표준 이탈리아어가 명실상부 사회의 모든 면에서의 공용어 지위를 누리고 있다. 이탈리아 내부의 소형 도시국가인 산마리노와 바티칸 시국에서 역시 쓰인다.
이탈리아의 인접 지역에서도 쓰이는 경우가 있는데, 밀라노와 가까운 스위스 남부인 티치노주와 크로아티아의 이스트리아 지역이 그것이다.

## 음운
이탈리아어는 프랑스어·스페인어 등 대부분의 근대 로망스어와 달리 라틴어에 있던 이중 자음(장자음)을 보존하고 있다. 대부분의 로망스어와 마찬가지로 음절 강세의 구별이 있으며, 통상 뒤에서 둘째 음절에 강세가 붙는다. 외래어를 제외하면 거의 모든 단어가 개음절로 끝날 정도로 자음어미를 회피한다.

## 철자
총 21자의 로마자를 사용. h (악까)는 묵음이며 소유동사 avere의 변화형을 나타내기 위한 관습적인 용도로만 사용되고 있다.
한편 J, K, W, X, Y 등의 글자는 외래어를 표기하기 위해서만 쓰인다.
| 글자 | 이름                  | 국제 음성 기호  | 발음 구별 부호 |
| ---- | --------------------- | --------------- | -------------- |
| A, a | a 아                  | /a/             | à              |
| B, b | bi 비                 | /b/             |                |
| C, c | ci 치                 | /k/ 또는 /tʃ/ * |                |
| D, d | di 디                 | /d/             |                |
| E, e | e 에                  | /e/ 또는 /ɛ/    | è, é           |
| F, f | effe 에페             | /f/             |                |
| G, g | gi 지                 | /ɡ/ 또는 /dʒ/ * |                |
| H, h | acca 악까             |                 |                |
| I, i | i 이                  | /i/ 또는 /j/    | ì, í, î        |
| L, l | elle 엘레             | /l/             |                |
| M, m | emme 엠메             | /m/             |                |
| N, n | enne 엔네             | /n/             |                |
| O, o | o 오                  | /o/ 또는 /ɔ/    | ò, ó           |
| P, p | pi 삐                 | /p/             |                |
| Q, q | cu 꾸                 | /k(w)/          |                |
| R, r | erre 에레 (혀 굴리기) | /r/             |                |
| S, s | esse 엣세             | /s/ 또는 /z/    |                |
| T, t | ti 띠                 | /t/             |                |
| U, u | u 우                  | /u/ 또는 /w/    | ù, ú           |
| V, v | vi/vu (V)비/부        | /v/             |                |
| Z, z | zeta 제따             | /ts/ 또는 /dz/  |                |

- c, g는 e,i 앞에서는 뒤에 것처럼 발음하며, 다른 때는 앞에 나온 것처럼 발음한다.

- 항목

## 문법
9개의 품사가 있다. 명사, 형용사, 관사, 대명사, 동사는 굴절하나, 부사, 접속사, 전치사, 간투사는 굴절치 않는다.
동사는 자동사·타동사·사역동사·재귀동사가 있고 제1·제2·제3변화로 분류할 수 있다. 불규칙동사, 규칙동사가 있다.
남녀의 2성과 단복의 2수가 있다. 명사의 격변화는 대개 상실하였으나, 격변화의 흔적으로 명사의 복수형태를 표시할 때 어미에 단순히 -s만 붙이는 스페인어나 불어 등의 기타 로망스어와는 달리 남성명사는 -i, 여성명사는 -e로 굴절하는 것이 특징이다.
동사변화로 대개 인칭을 나타낼 수 있어, 많은 경우에 주어 대명사는 생략하며, 어기를 강조하고 싶을 때만 주어 대명사를 표기한다.
존댓말이 존재하며, 2인칭대명사를 3인칭대명사인 lei로 치환하거나 2인칭 복수대명사인 voi를 사용하여 나타낸다.

## 한국에서
한국에서 이태리어의 학습빈도는 높지 않으나 이탈리아의 문화적 영향력에 인해 사회 곳곳에서 주로 심미적 용도로 이태리어 단어가 쓰이고 있다.
피아노(piano), 포르테(forte) 등 많은 서양 음악 용어가 유래한 언어이기도 하다.

## 예제

### 대화
| 한국어 (Coreano)                        | 이탈리아어 (Italiano) | 발음                                        |
| --------------------------------------- | --- | ------------------------------------------- |
| 예                                      | Sì | (듣기) /si/                                 |
| 아니요                                  | No | (듣기) /nɔ/                                 |
| 물론이죠!                               | Certo! / Certamente! / Naturalmente! |                                             |
| 안녕하세요!                             | Ciao! (일상적) / Salve! (일반적) | (listen) /ˈtʃao/                            |
| 건배!                                   | Salute! | /saˈlute/                                   |
| 어떠세요?                               | Come stai? (일상적) / Come sta? (일반적) / Come state? (복수 형태) / Come va? (일반적) | /ˈkomeˈstai/ ;/ˈkomeˈsta/                   |
| (아침 인사)                             | Buon giorno! (= 좋은 아침!) | /bwɔnˈdʒorno/                               |
| (저녁 인사)                             | Buona sera! | /bwɔnaˈsera/                                |
| 안녕히 주무세요.                        | Buona notte! |                                             |
| 좋은 하루 되세요! / 좋은 저녁 보내세요! | Buona giornata! / Buona serata! |                                             |
| 맛있게 드세요!                          | Buon appetito! | /ˌbwɔn appeˈtito/                           |
| 잘 가!                                  | Arrivederci (일반적) / Arrivederla (공식적) / Ciao! (일상적) | (듣기) /arriveˈdertʃi/                      |
| 행운을 빕니다! – 감사합니다!            | Buona fortuna! – Grazie! (일반적) / In bocca al lupo! – Crepi [il lupo]! |                                             |
| 사랑합니다.                             | Ti amo (사랑하는 사람 사이) / Ti voglio bene (친구, 친척들 사이) | /ti ˈvɔʎʎo ˈbɛne/ ; /ti ˈamo/               |
| ~을(를) 환영합니다                      | Benvenuto/-i (남성 및 혼성에게) / Benvenuta/-e (여성에게) [a / in...] |                                             |
| ~주십시오                               | Per piacere / Per favore / Per cortesia | (듣기)                                      |
| 감사합니다!                             | Grazie! (일반적) / Ti ringrazio! (일상적) / La ringrazio! (공식적) / Vi ringrazio! (복수 형태)                                                                                                 | (듣기) /ˈɡrattsje/                          |
| 괜찮습니다!                             | Prego! | /ˈprɛɡo/                                    |
| 실례합니다. / 죄송합니다.               | Mi dispiace ('죄송합니다'의 경우에만) / Scusa(mi) (일상적) / Mi scusi (공식적) / Scusatemi (복수 형태) / Sono desolato ("죄송합니다", 남성의 경우) / Sono desolata ("죄송합니다", 여성의 경우) | (듣기) /ˈskuzi/ ;/ˈskuza/ ; /mi disˈpjatʃe/ |
| 누가?                                   | Chi? |                                             |
| 무엇이?                                 | Che cosa? / Cosa? / Che? |                                             |
| 언제?                                   | Quando? | /ˈkwando/                                   |
| 어디서?                                 | Dove? | /ˈdove/                                     |
| 어떻게?                                 | Come? | /ˈkome/                                     |
| 왜 / 왜냐하면                           | perché | /perˈke/                                    |
| 다시.                                   | di nuovo / ancora | /di ˈnwɔvo/; /anˈkora/                      |
| 얼마? / 얼마나 많이?                    | Quanto? / Quanta? / Quanti? / Quante? |                                             |
| 성함이 어떻게 되십니까?                 | Come ti chiami? (일상적) / Come si chiama? (공식적) |                                             |
| 제 이름은 ... 입니다.                   | Mi chiamo ... |                                             |
| 이것은 ... 입니다.                      | Questo è ... (남성형 / Questa è ... (여성형) |                                             |
| 네. 알겠습니다.                         | Sì, capisco. / Ho capito. |                                             |
| 잘 모르겠습니다.                        | Non capisco. / Non ho capito. | (듣기)                                      |
| 영어를 하실 수 있습니까?                | Parli inglese? (일상적) / Parla inglese? (공식적) / Parlate inglese? (복수 형태) | (듣기) /parˈlate.inˈɡlese/                  |
| 저는 이탈리아어를 모릅니다.             | Non capisco l'italiano. | /nonkaˈpiskolitaˈljano/                     |
| 도와주세요!                             | Aiutami! (일상적) / Mi aiuti! (공식적) / Aiutatemi! (복수 형태) / Aiuto! (일반적) |                                             |
| 당신이 맞습니다/틀립니다!               | (Tu) hai ragione/torto! (일상적) / (Lei) ha ragione/torto! (공식적) / (Voi) avete ragione/torto!(복수 형태)                                                                                    |                                             |
| 몇시입니까?                             | Che ora è? / Che ore sono? |                                             |
| 화장실은 어디입니까?                    | Dov'è il bagno? | (듣기)                                      |
| 얼마입니까?                             | Quanto costa? | /ˈkwanto ˈkɔsta/                            |
| 계산서를 주세요.                        | Il conto, per favore. |                                             |

### 숫자
| 수 | 이탈리아어 | IPA        |
| -- | ---------- | ---------- |
| 1  | uno        | /ˈuno/     |
| 2  | due        | /ˈdue/     |
| 3  | tre        | /tre/      |
| 4  | quattro    | /ˈkwattro/ |
| 5  | cinque     | /ˈtʃiŋkwe/ |
| 6  | sei        | /ˈsɛi/     |
| 7  | sette      | /ˈsɛtte/   |
| 8  | otto       | /ˈɔtto/    |
| 9  | nove       | /ˈnɔve/    |
| 10 | dieci      | /ˈdjɛtʃi/  |

| 수 | 이탈리아어  | IPA             |
| -- | ----------- | --------------- |
| 11 | undici      | /ˈunditʃi/      |
| 12 | dodici      | /ˈdoditʃi/      |
| 13 | tredici     | /ˈtreditʃi/     |
| 14 | quattordici | /kwatˈtorditʃi/ |
| 15 | quindici    | /ˈkwinditʃi/    |
| 16 | sedici      | /ˈsɛditʃi/      |
| 17 | diciassette | /ditʃasˈsɛtte/  |
| 18 | diciotto    | /diˈtʃɔtto/     |
| 19 | diciannove  | /ditʃanˈnɔve/   |
| 20 | venti       | /ˈventi/        |

| 수 | 이탈리아어   | IPA             |
| -- | ------------ | --------------- |
| 21 | ventuno      | /venˈtuno/      |
| 22 | ventidue     | /ventiˈdue/     |
| 23 | ventitre     | /ventiˈtre/     |
| 24 | ventiquattro | /ventiˈkwattro/ |
| 25 | venticinque  | /ventiˈtʃinkwe/ |
| 26 | ventisei     | /ventiˈsɛi/     |
| 27 | ventisette   | /ventiˈsɛtte/   |
| 28 | ventotto     | /venˈtɔtto/     |
| 29 | ventinove    | /ventiˈnɔve/    |
| 30 | trenta       | /ˈtrenta/       |

| 수   | 이탈리아어   |
| ---- | ------------ |
| 100  | cento        |
| 500  | cinquecento  |
| 1000 | mille        |
| 2000 | duemila      |
| 2020 | duemilaventi |

### 요일
| 요일 | 이탈리아어 | IPA          |
| ---- | ---------- | ------------ |
| 월   | lunedì     | /luneˈdi/    |
| 화   | martedì    | /marteˈdi/   |
| 수   | mercoledì  | /merkoleˈdi/ |
| 목   | giovedì    | /dʒoveˈdi/   |
| 금   | venerdì    | /venerˈdi/   |
| 토   | sabato     | /ˈsabato/    |
| 일   | domenica   | /doˈmenika/  |

## 학습 앱
듀오링고에서 이탈리아어 과정을 제공하나 유럽언어기준으로 A1 밖에 안 된다. Babbel이 A1에서 B2까지의 과정을 제공한다.

## 같이 보기
- 나타냄말
- 셈여림말
- 빠르기말
- 루마니아어
- 프랑스어
- 포르투갈어
- 스페인어
- 독일어
- 위키백과:IPA/이탈리아어

## 참고 문헌
- Berloco, Fabrizio (2018). The Big Book of Italian Verbs. 900 Fully Conjugated Verbs in All Tenses. With IPA transcription. 2nd Edition.. Lengu. ISBN 978-88-940-348-1-3.
- Serianni, Luca; Castelvecchi, Alberto (1997). Italiano. Grammatica, sintassi, dubbi. Garzanti. ISBN 978-88-115-048-8-7.